# Paula Salguero
Paula Salguero (Rosario, Provincia de Santa Fe, Argentina; 4 de mayo de 1997) es una futbolista argentina. Juega de delantera en Rosario Central de la Primera División Femenina de Argentina.

## Trayectoria
Es parte del Canalla desde 2017, consiguió ser tricampeona antes de que Rosario Central ingresara a torneos AFA oficiales. Ganando el "Torneo Municipalidad de Casilda" en 2017, y el Clausura 2017 y Apertura 2018 de la Asociación Rosarina de Fútbol. Se convirtió en referente y subcapitana del equipo, siendo una de las piezas claves y goleadoras de su equipo.
Hizo su debut oficial el 20 de septiembre de 2019, ante Villa San Carlos, en la goleada de su equipo 1-5 en calidad de visitante en el estadio Juan Carmelo Zerillo, por la primera fecha del Campeonato 2019-20.
En julio de 2022 extendió su vínculo con el conjunto rosarino hasta diciembre de 2023.

## Estadísticas

### Clubes
| Club            | País      | Año             |
| --------------- | --------- | --------------- |
| Rosario Central | Argentina | 2017 - presente |